# Estación de Fregenal de la Sierra
Fregenal de la Sierra es una estación ferroviaria situada en el municipio español homónimo, en la provincia de Badajoz, comunidad autónoma de Extremadura. Cuenta con limitados servicios de Media Distancia. Cumple también funciones logísticas, disponiendo de una espaciosa playa de vías.

## Situación ferroviaria
Las instalaciones ferroviarias se encuentran situadas en el punto kilométrico 46,9 de la línea férrea de ancho ibérico Zafra-Huelva, a 578 metros de altitud sobre el nivel del mar, entre las estaciones de Valencia del Ventoso y de Cumbres Mayores. El tramo es de vía única y no está electrificado.

## Historia

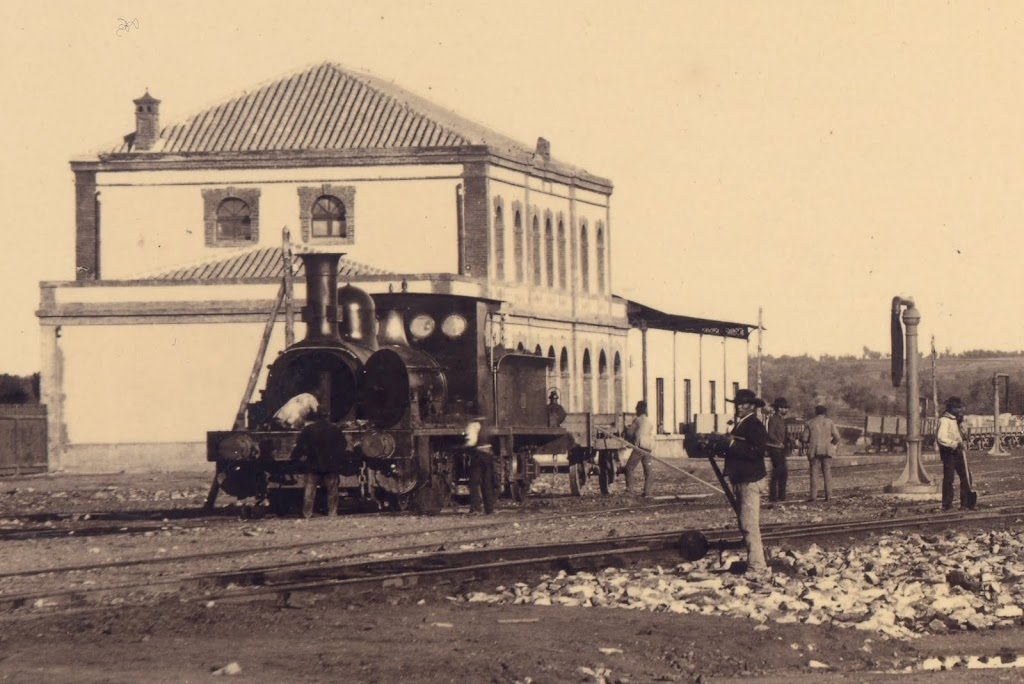
Trabajadores del ferrocarril limpian la caldera de una locomotora en la estación de Fregenal, c. 1900.

La estación fue abierta al tráfico el 1 de enero de 1889, con la apertura del tramo Zafra-Valdelamusa de la línea férrea que unía Zafra con Huelva. Las obras corrieron a cargo de la Zafra-Huelva Company, empresa que unos años antes ya había puesto en servicio el tramo procedente desde Huelva. En Fregenal de la Sierra se situó una de las principales estaciones de toda la línea férrea, contando con un gran edificio de viajeros de dos plantas de altura. Asimismo, disponía de una espaciosa playa de vías, de una placa giratoria para las locomotoras y de unas cocheras.  
En 1941, con la nacionalización de toda la red ferroviaria de ancho ibérico, las instalaciones pasaron a ser gestionadas por la empresa estatal RENFE. A partir de la década de 1960 la tracción vapor fue suprimida, siendo esta sustituida por locomotoras diésel. Desde enero de 2005, tras la extinción de la antigua RENFE, el ente Adif es la titular de las instalaciones ferroviarias mientras que Renfe Operadora explota la línea.

## La estación
La estación se encuentra al este del núcleo urbano algo alejada del mismo. Cuenta con un amplio y cuidado edificio para viajeros formados por tres cuerpos centrales de dos alturas y dos pequeños anexos laterales de planta baja. Diversos arcos de medio punto ornan las respectivas fachadas del edificio. Dispone de dos andenes, uno lateral y otro central. El primero es el único en contar con una marquesina metálica que cubre el andén lateral frente al cuerpo central del edificio. A los mencionados andenes acceden la vía 2 (andén lateral) y las vías 1 y 3 (andén central). Debido a sus funciones lógisticas la estación posee una importante playa de vías. En paralelo a las ya citadas y alejándose del edificio principal se encuentran las vías 5, 7, 9, 11 y 13 (estas dos últimas en topera). Por último las vías 4, 6, 8 y 10 concluyen en toperas en los laterales del edificio para viajeros. Un muelle cubierto, un antiguo depósito de aguada y las ruinas del cocherón de la reserva de locomotoras completan las instalaciones.

## Servicios ferroviarios

### Media Distancia
En esta estación efectúan parada los fines de semana los servicios de Media Distancia de la línea 73 de Media Distancia de Renfe y que tienen como principales destinos las ciudades de Huelva y  Zafra. Este MD permite hacer trasbordo en Zafra y alcanzar destinos como Mérida, Cáceres, Plasencia, Talavera de la Reina y Madrid. 
| Línea MD | Trenes | Origen/Destino |  | Destino/Origen      |
| -------- | ------ | -------------- |  | ------------------- |
| 73       | MD     | Huelva         |  | Zafra Madrid-Atocha |